# Ecnomus falciferus
Ecnomus falciferus är en nattsländeart som beskrevs av Jacquemart 1969. Ecnomus falciferus ingår i släktet Ecnomus och familjen trattnattsländor. Inga underarter finns listade i Catalogue of Life.